# 電気通信工業会
電気通信工業会（でんきつうしんこうぎょうかい、Telecommunications Industry Association (TIA)）は、アメリカ合衆国の電気通信産業の業界団体であり、米国国家規格協会(ANSI)の認定を受けて、コンセンサスに基づいて情報通信全般に関する自主的な業界規格を策定している。約400社が加盟している。
TIAの標準技術部門には12の技術委員会があり、専用無線機器、携帯電話基地局、データ端末、人工衛星、固定電話端末、アクセシビリティ、VoIP機器、構内配線、データセンター、携帯機器通信、マルチメディア・マルチキャスト、車両テレマティクス、ヘルスケアICT、マシンツーマシン通信、スマートグリッドに関するガイドラインを策定している。
通信機器メーカー、サービスプロバイダ、政府機関、学術機関、エンドユーザなどがTIAの標準化プロセスに積極的に参加している。TIAは、国際電気通信連合(ITU)、国際標準化機構(ISO)、国際電気標準会議(IEC)に参加し、策定した標準が世界的に採用されるよう働きかけている。
2017年、事業者向け品質規格TL9000を策定したクエストフォーラムと合併し、TIA傘下の企業数が大幅に増加した。2つの組織の理事会は1つに統合され、統合後の組織の本部はバージニア州アーリントン郡のTIA本部に置かれた。

## TIA標準
電気通信業界で広く使われているTIAの標準には、以下のようなものがある。
- TIA-942（英語版） - データセンターの電気通信インフラの標準[4]
- TIA-568 - ほぼ全ての音声、ビデオ、データ・ネットワークで使用されている電気通信ケーブルの規格[5]
- TIA-569（英語版） - 電気通信のための経路・空間に関する商業ビルの規格[6]
- TIA-607（英語版） - 商用接地（アース）の規格[7]
- TIA-598（英語版） - 光ケーブルの色分け[8]
- TIA-222 - アンテナ支持体とアンテナの構造の規格[9]
- TIA-602 - データ伝送システムと機器の規格（ヘイズATコマンド（英語版））[10]
- TIA-232 - シリアルポートのインタフェース規格
- TIA-102（英語版） - 公共安全のための陸上移動通信（プロジェクト25（英語版））